# تی‌وی۱۸
تی‌وی۱۸ (انگلیسی: TV18) شرکت رسانه‌ای هندی است، که در سال ۱۹۹۶ تأسیس شد.